# Barry Bede
Barry Bede – powieść polskiego pisarza Wiesława Wernica wydana w 1977 roku. 
Książka opowiada o przygodach trapera Karola Gordona. Fabuła tej przygodowej powieści toczy się na Dzikim Zachodzie. Doktor Jan, przyjaciel głównego bohatera, próbuje wraz z nim zażegnać niebezpieczeństwo wiszące nad Barrym Bedem. Porzucił on pracę u hacjendera w Meksyku i wyruszył na poszukiwanie przygód. Ma nadzieję, że sugestia posiadania woreczka wypełnionego zlotem pomoże mu się ustatkować w miasteczku do którego trafił po tym jak został obrabowany. Ucieka jednak stamtąd bo pada ofiarą szantażysty. Ostatecznie wszystko kończy się jednak szczęśliwie.